# Schizotetranychus spiculus
Schizotetranychus spiculus är en spindeldjursart som beskrevs av Baker och Pritchard 1960. Schizotetranychus spiculus ingår i släktet Schizotetranychus och familjen Tetranychidae. Inga underarter finns listade i Catalogue of Life.